# La Sorcellerie capitaliste
La Sorcellerie capitaliste. Pratiques de désenvoûtement est un ouvrage d'Isabelle Stengers et Philippe Pignarre paru aux éditions La Découverte en 2005. La postface est d'Anne Vièle.

## Thème
Partant du constat qu'il ne suffit plus de dénoncer pour lutter contre l'effet (ou « sorcellerie ») que le capitalisme exerce sur ses sujets, il s'agit maintenant de penser de nouvelles manières de résister à ce système économique. Si la dénonciation et la croyance typiques de la gauche en l'idée de progrès avaient été efficaces, le capitalisme, selon les auteurs de l'ouvrage, aurait disparu. Mais tel n'est pas le cas et c'est pourquoi il devient impératif, en se mettant à l'écoute du cri lancé lors des émeutes de Seattle de 1999, de réfléchir à la possibilité de nouvelles formes d'action politiques, de s'armer contre la paranoïa et la détresse, à l'instar des féministes noires américaines.
Selon Stengers et Pignarre, il faut construire de nouveaux « collectifs », de nouvelles « connexions », capables d'agir de manière pragmatique pour faire prise à la « sorcellerie capitaliste » (l'entrée des médicaments en politique, par exemple, sous la pression des associations de patients victimes du sida) et produire les savoirs nécessaires à leur élaboration. Starhawk, aux États-Unis, est représentative de ce mouvement.

## Table des matières
- Gratitudes
- I / Que s'est-il passé ?
  - 1. Hériter de Seattle
  - 2. À quoi avons-nous affaire ?
  - 3. Oser être pragmatique
  - 4. Alternatives infernales
  - 5. Petites mains

- II / Apprendre à se protéger
  - 6. Croyez-vous à la sorcellerie ?
  - 7. Quitter le sol assuré
  - 8. Marx encore…
  - 9. Ne plus croire au progrès ?
  - 10. Apprendre l'effroi

- III / Comment faire prise ?
  - 11. Grâce à Seattle ?
  - 12. Un trajet d'apprentissage
  - 13. Susciter de nouvelles connexions
  - 14. Il faut bien…
  - 15. Réactiver l'histoire

- IV / Avoir besoin que les gens pensent
  - 16. Un cri
  - 17. Interstices
  - 18. Écosophie
  - 19. Création politique
- 20. Empowerment
  - 21. Reclaim

- Surtout ne pas conclure
- Postface : « Puissance et générosité de l'art du « faire attention » ! », par Anne Vièle.

#### Recensions
- Mona Chollet, « Philippe Pignarre et Isabelle Stengers, La Sorcellerie capitaliste – Pratiques de désenvoûtement, La Découverte, 230 pages » [PDF], sur ecole-lacanienne.net (consulté le 20 juillet 2017).
- Guy Duplat, « La Sorcellerie capitaliste », sur www.lalibre.be, 1er avril 2005 (consulté le 10 juin 2017).
- Michel Guérin, « Philippe Pignarre, Isabelle Stengers, La Sorcellerie capitaliste (pratiques de désenvoûtement). La Découverte 2005, La Découverte/Poche 2007 », La Pensée de midi, no 23,‎ 2008, p. 115-117 (lire en ligne, consulté le 20 juillet 2017).
- Francis Juchereau, « La Sorcellerie capitaliste – pratiques de désenvoutement », sur lecerclegramsci.com, 2 février 2016 (consulté le 20 juillet 2017).
- Didier Muguet, « La Sorcellerie capitaliste. Pratiques de désenvoûtement », sur ecorev.org, 2006 (consulté le 10 juin 2017).

#### Compléments
- Aurélien Berlan, Mathieu Rivat et Isabelle Stengers, « Le prix du progrès : Discussion avec Isabelle Stengers sur les sorcières néopaïennes et la science moderne », sur jefklak.org (consulté le 10 juin 2017).
- Catherine Lalonde, « Un grain de sable dans le rouage capitaliste », sur Le Devoir, 31 octobre 2016 (consulté le 20 juillet 2017).
- Marc Lenglet, « Isabelle Stengers, Au temps des catastrophes. Résister à la barbarie qui vient », Lectures,‎ 2009 (lire en ligne, consulté le 20 juillet 2017).